# Dacilelo
Dacilelo ist eine osttimoresische Aldeia im Suco Tulataqueo (Verwaltungsamt Remexio, Gemeinde Aileu). 2015 lebten in der Aldeia 749 Menschen.

## Geographie und Einrichtungen
Die Aldeia Dacilelo liegt im Südosten des Sucos Tulataqueo. Nordwestlich befindet sich die Aldeia Aicurus und westlich die Aldeia Roluli. Im Süden grenzt Dacilelo an den Suco Faturasa und im Westen an die zur Gemeinde Manatuto gehörenden Verwaltungsämter Laclo mit seinem Suco Hohorai und Manatuto mit seinem Suco Iliheu. Der Südgrenze folgt der Lohun, ein Nebenfluss des Nördlichen Laclós. Durch den Norden führt die Überlandstraße, die die Orte Laclo und Remexio miteinander verbindet. An der Straße befindet sich die Besiedlung der Aldeia, während es im Süden keine Häuser gibt. Die größten Dörfer sind Raileten im Nordwesten und Fatubutik im Nordosten.
Die Grundschule von Fatubutik liegt an der Grenze zu Manatuto.